# Nationalpark Monfragüe
Der Nationalpark Monfragüe, spanisch Parque Nacional de Monfragüe, auch Monfragüe Starlight Reserve, umgeben vom Biosphärenreservat Monfragüe (Reserva de Biosfera de Monfragüe), auch Vogelschutzgebiet Monfragüe y las dehesas del entorno, liegt in der Provinz Cáceres der Region Extremadura, Spanien.

## Lage und Landschaft
Der Nationalpark Monfragüe liegt etwa in der Mitte eines aus den Städten Cáceres, Plasencia und Trujillo gebildeten Dreiecks. Das Parkgebiet an der Mündung des Tiétar in den Tajo ist etwa 181 km² groß und liegt ca. 220 bis 750 m hoch. Die vorherrschenden Gesteine im Gebiet des Nationalparks sind Quarzit und Schiefer, der mittlere Jahresniederschlag beträgt ungefähr 640 mm. Die Pflanzenwelt des Parks gehört zur mediterranen Hartlaubvegetation und kann als Wald, Hutewald (Dehesa) oder Gebüsch (Macchie) ausgebildet sein. Besonders bekannt ist der Park wegen der vielen großen Greifvögel, die dort brüten. Der Name soll auf das lateinische mons fragorum (dichtbewachsener, unwegsamer Berg) zurückgehen. Die einzige Ortschaft innerhalb der Grenzen des Nationalparks ist Villarreal de San Carlos; etwa 4 km südlich befindet sich der sehenswerte Ort Jaraicejo.

## Entstehung des Parks
Durch den Bau der Staudämme Torrejón (1966) und Alcántara (1969) und das Befüllen der beiden Stauseen wurde die Landschaft am Ufer des Tajo einschneidend verändert. Während des Staudamm-Baus ereignete sich 1965 der Torrejón-el-Rubio-Dammbruch. Um 1970 wurde begonnen, große Flächen mit Eukalyptusbäumen und Kiefern aufzuforsten. Für eine geplante Papierfabrik bei Navalmoral de la Mata wurden mit schweren Maschinen einige Hektar des heutigen Parkgebiets eingeebnet.
Seit dem Jahr 1968 setzte sich der Naturschützer Jesús Garzón für den Schutz von Monfragüe ein, zudem waren die 1970er Jahre eine Zeit des Aufbruchs für den Naturschutz in Spanien. Vor diesem Hintergrund wurde das Gebiet des heutigen Nationalparks am 4. April 1979 zum Parque Natural erklärt, also zu einem Naturpark.
Seit 1988 wurde in weitem Umkreis ein Europäisches Vogelschutzgebiet (ZEPA/SPA/BSG) im Natura-2000-Netzwerk ausgewiesen. (ES0000014, 116.162,9 ha).
Im Juli 2003 wurde das Natura-2000-Gebiet von der UNESCO zum Biosphärenreservat erklärt (SPA25).
Im Januar 2006 schlug die Regionalregierung der spanischen Regierung vor, einen Nationalpark einzurichten. Am 3. März 2007 wurde das Gesetz über die Einrichtung des Nationalparks Monfragüe im spanischen Staatsanzeiger veröffentlicht und trat in Kraft, womit er als 14. Nationalpark Spaniens eingerichtet wurde.
Im Jahr 2011 wurde er von der Starlight Foundation zum UNESCO-Lichtschutzgebiet erklärt und nennt sich seither auch Monfragüe Reserva Starlight (Monfragüe Starlight Reserve, SF/2011, 18.627,0 ha).

## Geschichte und Sehenswürdigkeiten
In den Bergen von Monfragüe sind vorgeschichtliche Höhlenmalereien erhalten geblieben, die bekanntesten finden sich in der Cueva del Castillo de Monfragüe (39° 49′ 43″ N, 6° 3′ 2″ W).
Das Castillo de Monfragüe wurde im 9. Jahrhundert von islamischen Eroberern angelegt, von der Mitte des 12. Jahrhunderts an wurde es von verschiedenen Ritterorden genutzt. Die Burg hatte fünf Türme und zwei Mauerringe. Bis heute erhalten blieben die Ruine eines runden Turmes aus dem 12. Jahrhundert und der wiederhergestellte fünfeckige Donjon (Torre del homenaje) aus dem 15. Jahrhundert. In der Nähe des Castillo befindet sich eine Einsiedelei mit einem Marienbildnis, das Kreuzfahrer im 12. Jahrhundert aus Palästina mitgebracht haben sollen.
Im Jahr 1450 ordnete Juan Carvajal, der Bischof von Plasencia, den Bau einer Brücke über den Tajo an. Diese Puente del Cardenal wurde aus Granitquadern errichtet. Sie war lange Zeit die einzige Brücke, die in der Extremadura über den Tajo führte und wurde auch von den Viehherden auf der Cañada Real Leonesa Oriental, die in der Provinz Cáceres Cañada Real Trujillana genannt wird, genutzt. Die zahlreichen Reisenden in der dünn besiedelten Gegend lockten Räuber an. Deshalb ließ Karl III. im 18. Jahrhundert das Dorf Villarreal de San Carlos anlegen, dessen Bewohner sich um den Ausbau und die Sicherung des Weges kümmern sollten. Seit dem Fluten der Stauseen Ende der 1960er Jahre ist die Puente del Cardenal normalerweise überschwemmt und nur bei niedrigem Wasserstand zu sehen. In der Nähe wurde eine neue Brücke errichtet.
Im Juli 2022 war der Park von heftigen Waldbränden betroffen, bei denen 398,26 ha abgebrannt sind. Während der Brände wurden auch 21 Nester der Mönchsgeierkolonie zerstört. Damit war dies die am stärksten durch die Brände betroffene Spezies.

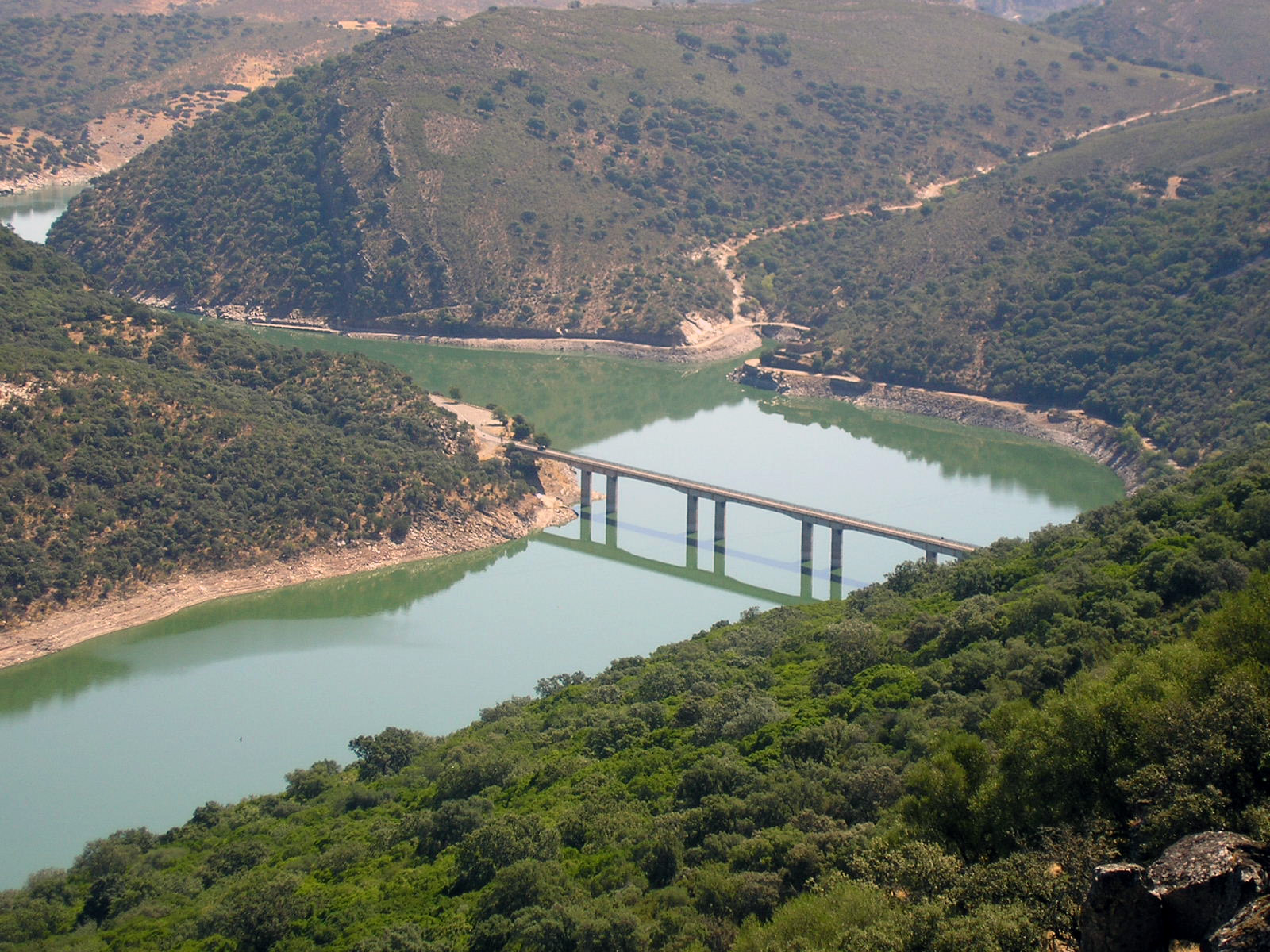
Brücke über den zum Embalse de Alcántara gestauten Rio Tajo
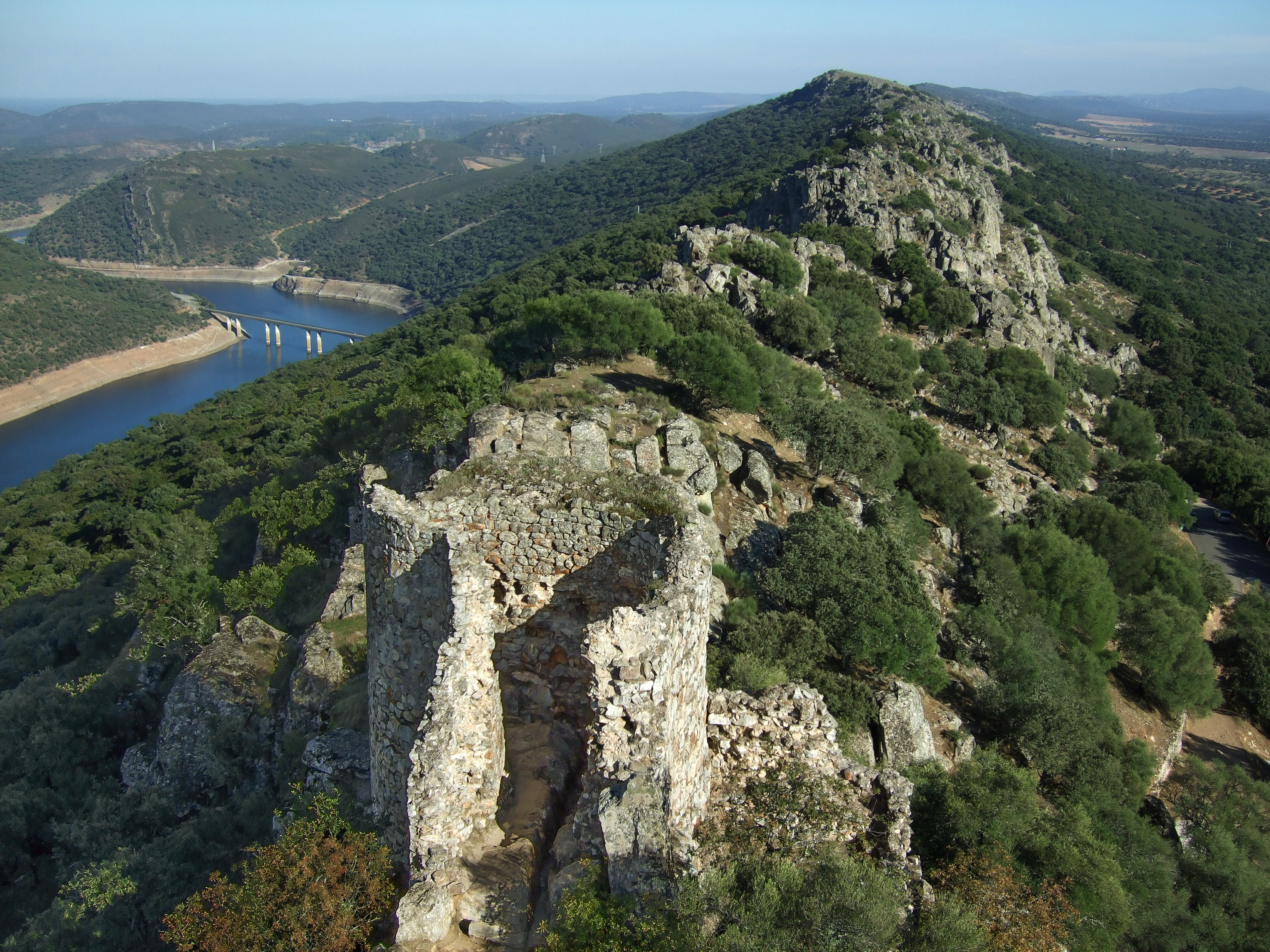
Blick vom Castillo de Monfragüe über Teile des Nationalparks
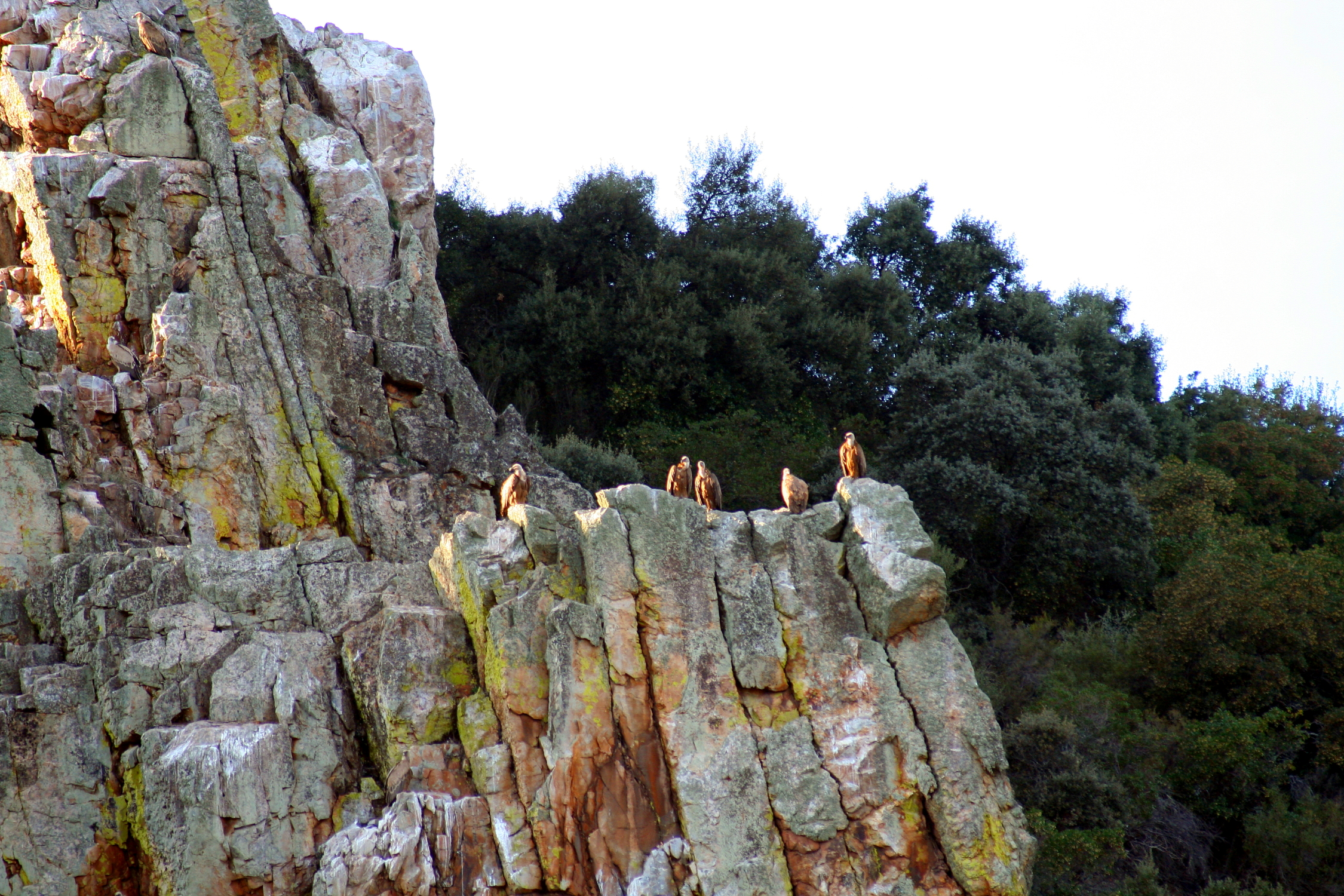
Gänsegeier im Nationalpark

## Pflanzen und Tiere
Durch Staudämme sind Tajo und Tiétar zu großen Wasserflächen gestaut. Da sich in deren Nähe zahlreiche Felsen befinden, sind die Lebensbedingungen für Greifvögel außergewöhnlich gut.
Der Nationalpark beherbergt die mit rund 300 Brutpaaren größte Kolonie des Mönchsgeiers in Europa. Außerdem kann man dort den Iberienadler (12 Paare), Schwarzstorch, Gänsegeier (etwa 500 Paare), Uhu, Steinadler (5–6 Paare), Habichtsadler (4–6 Paare), Schlangenadler und Schmutzgeier (30–35 Paare) beobachten. Zu erwähnen ist ferner eine große Population von Blauelstern.
Der Pardelluchs kommt möglicherweise bereits nicht mehr im Monfragüe vor, aber Fischotter, Wildkatze, Gartenschläfer, Kleinfleck-Ginsterkatze, das Ichneumon und Rothirsche. 
Die wichtigsten Bestandteile der Flora sind auf den Dehesas Steineiche, Korkeiche und die Portugiesische Eiche (Quercus faginea subsp. broteroi). Die Zistrosengebüsche bestehen aus verschiedenen Cistus-Arten wie Lack-Zistrose und Salbeiblättrige Zistrose, Erica-Arten und dem Erdbeerbaum.
In den felsigen Zonen wachsen Wacholder- (Juniperus oxycedrus) und Pistazienarten (Pistacia terebinthus). Entlang der Flussufer stehen vor allem Schwarz-Erlen und Europäischer Zürgelbaum. An warmen Stellen gedeiht der Olivenbaum (Olea europaea subsp. silvestris).

## Verwaltung
Die Verwaltung des Nationalparks hat ihren Sitz in Cáceres, das Besucherzentrum des Parks befindet sich in Villareal de San Carlos. Es werden kostenlose Führungen durch den Nationalpark sowie durch die Cueva del Castillo angeboten, für die eine Anmeldung erforderlich ist.
Im Nationalpark werden pro Jahr zwischen 300.000 und 350.000 Besucher gezählt.